# Helicops infrataeniatus
Espèce
Synonymes
- Helicops carinicaudus var. gastrosticta Jan, 1865
- Calopisma septemvittatum Fischer, 1879
- Helicops baliogaster Cope, 1885
- Helicops septemvittatus (Fischer, 1879)
- Helicops pictiventris Werner, 1897

Helicops infrataeniatus  est une espèce de serpents de la famille des Dipsadidae.

## Répartition
Cette espèce se rencontre :
- au Brésil dans les États du Rio Grande do Sul et de Santa Catarina ;
- en Uruguay ;
- en Argentine dans les provinces de Buenos Aires, de Santa Fe, d'Entre Ríos, de Corrientes, de Misiones, du Chaco et de Formosa.

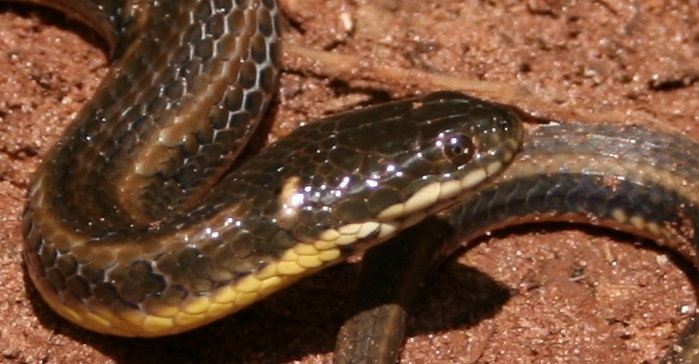

## Publication originale
- Jan, 1865 : Enumerazione sistematica degli ofidi appartenenti al gruppo Potamophilidae. Archive per la Zoologia, l’Anatomia et la Fisiologia, vol. 3, no 2, p. 201-265 (texte intégral).